# Thomas-Casimir-François de Ladoue
Thomas-Casimir-François de Ladoue, né à Saint-Sever le 23 juillet 1817 et mort à Nevers le 23 juillet 1877, est un ecclésiastique français du XIXe siècle qui a été évêque de Nevers de 1873 à 1877.

## Biographie

### Enfance et éducation
Thomas-Casimir-François est né le 23 juillet 1817 à Saint-Sever (Landes). Il est le fils de Simon Benoît Auger de Ladoue (1782-1870) et de Suzanne de Laffitte (1791-1851). Il passe son enfance dans un environnement très vertueux entre ses quatre frères et sœurs. Sous le nom de sœur Louise, l'aînée, Jeanne Marie Bathilde (1814-1877), intégrera l'ordre de Saint-Vincent-de-Paul.
En quittant le collège de sa ville natale, il intègre l'école de marine d’Angoulême en novembre 1829. Avec la fin de la Restauration en 1830 et le rétablissement de l'école navale à Brest, il est obligé de rejoindre en 1831 le collège de Juilly pour y terminer ses humanités.
Il passe trois ans à Juilly, puis avec neuf autres jeunes, il accompagne Philippe Gerbet à Thieux dans la maison d'études établie par les directeurs de Juilly : Casimir de Scorbiac et Antoine de Salinis. Ce lieu d'étude intermédiaire devait permettre aux jeunes sortis du collège, de faire une transition avant l'entrée dans les obligations du monde ecclésiastique. Les journées y étaient occupées par des conférences animées par des professeurs venant de Paris ou bien par Philippe Gerbet lui-même, qui donnait un cours de philosophie afin de démontrer que le principe de toutes les sciences se trouve dans la science de Dieu, à savoir la théologie. Par ses écrits, Thomas-Casimir-François a laissé un témoignage enthousiaste de ce moment de transition qui n'était « ni le régime d'un collège, ni celui d'une communauté » et qu'il décrit comme une période de travail intellectuel plus ouverte sur le monde que ne l'étaient les séminaires de l'époque .

### Carrière ecclésiastique
À la fin de l'année 1836, il entre au séminaire Saint-Sulpice où il reste trois ans. Dès sa sortie, il occupe la chaire du grand séminaire de Dax qu'il occupera durant dix ans.
L'abbé de Ladoue est ordonné prêtre le 21 septembre 1840 à Sainte-Colombe (Landes) par l'évêque de Dax, Lanneluc. Lorsque son protecteur Antoine de Salinis est promu évêque d'Amiens en 1849, il devient son vicaire général. En 1856, quand Salinis est désigné pour l'archevêché d'Auch, Ladoue semble promis à sa succession, mais à cause de ses convictions politiques, c'est l'abbé Boudinet qui est choisi. À partir de cette date, il écrit plusieurs ouvrages religieux et participe notamment au concile Vatican I en 1869.
Ce n'est que 17 ans plus tard en 1873 et lorsque le ministère de Broglie remplace Thiers que ses positions sont mieux acceptées. Il est désigné évêque de Nevers et est consacré le 21 septembre par Joseph-Armand Gignoux.

### Pensée
Entre 1861 et 1871, Ladoue écrit plusieurs ouvrages. Pour ses nombreuses publications et sa défense du catholicisme et son dévouement au Saint-Siège, il est remercié plusieurs fois et notamment en 1865 par Mercurelli, secrétaire du pape.
En 1869, il participe au premier concile œcuménique du Vatican convoqué par Pie IX qui définit notamment l'infaillibilité pontificale. Comme Pie IX, Ladoue lutte activement contre le libéralisme catholique qui permet l'émancipation de la conscience individuelle et de la société civile au détriment de la spiritualité et de l'Église en général. Entre 1873 et 1876, l'évêque organise plusieurs « Conférences » afin de mettre en garde les prêtres, les curés et les séminaristes de son évêché contre cette nouvelle pensée. En 1865, il publie une « Note » qui résume ces rencontres et les réponses à adresser à l'encontre des libéraux. Le libéralisme catholique abroge également le monopole de l'enseignement par des ecclésiastiques alors que Ladoue établit une école secondaire et un pensionnat à Château-Chinon. Il organise à ce sujet une nouvelle conférence qui défend encore les principes conservateurs de l'Église catholique.
En 1877, le pape Pie IX privé de son pouvoir temporel lance à travers un Consistoire un appel aux catholiques pour qu'ils se mobilisent et exhortent leur gouvernement respectif à soutenir le Saint-Siège. Le 7 avril de la même année, Ladoue envoie une lettre publique au président Mac Mahon pour solliciter un désaveux franc du gouvernement français envers la jeune monarchie italienne qui a annexé en 1870 la ville de Rome. Sa demande n'est pas entendue ; Jules Simon, président du Conseil et Louis Martel, garde des Sceaux lui rappellent que les ecclésiastiques français n'ont pas à intervenir sur les questions de politique extérieure. Il faudra attendre 1929 et les accords du Latran pour que la fracture entre l'État italien et l'Église se résorbe.

### Historien et biographe
Il a contribué à l'écriture de biographies, faisant un travail d'historien pour deux ecclésiastiques ayant eu un rôle dans les débats liés à l'ultramontanisme, en rédigeant la vie d'Antoine de Salinis et de Philippe Gerbet. Lui même, dans l'un de ses ouvrages, se qualifie d'historien chrétien, lorsqu'il écrit : « n’est ce pas le premier devoir de l’historien chrétien de chercher à deviner les pensées divines ! ».

### Mort
Il décède le 23 juillet 1877 durant un office. Ses funérailles sont présidées par l'archevêque de Sens en présence de l'archevêque de Bourges et des évêques d'Autun et de Moulins.

## Publications
- La vie de Mgr de Salinis, Paris, Tolra, 1873, 2e éd. (1re éd. 1864) (BNF 30712529, lire en ligne)
- Antoine de Salinis et Casimir de Ladoue (préface), La divinité de l'Église, Paris, Tolra et Haton, 1865 (BNF 31287884)
- Mgr Gerbet, sa vie, ses oeuvres et l'école menaisienne, Paris, Tolra et Haton, 1870 (BNF 30712526)
- Petite revue catholique du diocèse d'Aire et de Dax, 1870.
- Le Dernier entretien de Mgr de Salinis, archevêque d'Auch, avec l'empereur Napoléon III, par C. de Ladoue, Auch, impr. de F. Foix, 1871 (BNF 30712521, lire en ligne)
- Thomas-Casimir-François de Ladoue, Lettre du 7 avril 1877, de Mgr de Ladoue, évêque de Nevers, relative à la situation du souverain pontife à Rome, Nevers, 1877, 5 p. (lire en ligne).

## Armes
Les armes de l'évêque de Ladoue sont identiques aux armes familiales.
Écartelé : au 1 d'argent, au lion de gueules, au 2 d'azur, à trois larmes d'argent, au 3 d'azur, à trois fasces ondées d'argent, et au 4 d'argent, à la merlette de sable.
Écartelé : au 1 d'argent, au lion grimpant de gueules ; au 2 d'azur, à trois larmes d'argent posées 2 et 1 ; au 3 d'azur, à trois bandes d'argent posées en rivière ; et au 4 d'argent à la merlette de sable.